# Ligament thyro-hyoïdien latéral
Le ligament thyro-hyoïdien latéral est un épaississement de la membrane thyro-hyoïdienne.
Il relie la grande corne de l'os hyoïde à la corne supérieure du cartilage thyroïde.
La branche interne du nerf laryngé supérieur est latérale à ce ligament,.

## Cartilage triticé
Un petit nodule cartilagineux, parfois osseux, est fréquemment retrouvé au niveau du ligament thyro-hyoïdien latéral : le cartilage triticé.